# تروبسکا
تروبسکا (به لاتین: Trubská) یک سکونتگاه مسکونی در جمهوری چک است که در Beroun District واقع شده‌است.